# 翡翠2台
翡翠2台（英語：TVB2）是電視廣播（美國）有限公司擁有的一條以粵語廣播為主的綜合娛樂頻道，該頻道的節目編排時間主要是以西岸為準，提供西岸訊息。

## 歷史與發展
翡翠2台於1991年成立。
翡翠2台從啟播至2012年11月18日在美國曾透過DIRECTV使用第451頻道收看，同日在美國透過Dish Network使用第9987頻道收看。
2020年5月起，翡翠2台正式停播，结束29年广播，此後西岸將會與東岸的翡翠1台合併為全美國同一信號。

## 節目
翡翠2台的節目編排時間以西岸為準，本頻道與以東岸為準的翡翠1台所播放的節目內容不同，本頻道播放TVB劇集、新聞報道、娛樂綜藝資訊節目、無綫新聞台即日新聞、時事探討節目、生活資訊及旅遊節目、現代資訊及綜藝節目、音樂及競賽節目、娛樂追星訪談節目、兒童節目以及美國新聞。
翡翠2台播的電視劇通常都比翡翠台及翡翠娛樂台播的舊。

## 外部連結
- 電視廣播(美國)有限公司相關網站 - 翡翠2台 （页面存档备份，存于）
- 電視廣播(美國)有限公司官方網站 （页面存档备份，存于）